# Улица Джамиля (Салават)
Улица Мусы Джамиля  — улица расположена в 116  квартале в западной части города.

## История
Застройка улицы началась в 1950 году.   Улица застроена частными 1-2 этажными частными  домами.

## Трасса
Улица Джамиля начинается от улицы 21 съезда КПСС и заканчивается на улице Садовой.

## Транспорт
По улице Джамиля общественный транспорт не ходит. 